# Друкарова, Динара Анатольевна
Дина́ра Анато́льевна Друка́рова (род. 3 января 1976, Ленинград) — российская и французская киноактриса и режиссёр.

## Биография
Родилась 3 января 1976 года в Ленинграде.
Дебютировала в фильме «Это было у моря» (1989). Стала известной после выхода фильма «Замри — умри — воскресни!» (1989), где она сыграла одну из главных ролей. Наибольшую известность получила благодаря роли Лизы в фильме «Про уродов и людей» (1998).
В 1999 году окончила гуманитарный факультет Санкт-Петербургского государственного электротехнического университета "ЛЭТИ" им В.И. Ульянова (Ленина) по специальности «Связи с общественностью».
В том же году уехала во Францию.
В настоящее время проживает с мужем и сыном во Франции.
Высокие отзывы кинокритиков Друкаровой принёс французский фильм «С тех пор, как уехал Отар» (2003).
В 2003 году была награждена престижной французской премией имени Мишеля Симона, которая вручается молодым исполнителям.
В 2022 году режиссёрский дебют Друкаровой «Лили и море», снятый по мотивам одноимённого романа Катрин Пулэн, вошёл в программу «Новые режиссеры» Международного кинофестиваля в Сан-Себастьяне.

## Избранная фильмография
- 1989 — Это было у моря — горбатая девочка[6]
- 1989 — Замри — умри — воскресни! — Галя
- 1991 — Самостоятельная жизнь — Валя
- 1992 — Дымъ
- 1993 — Ангелы в раю — Галина
- 1993 — Сын Гаскони — Динара
- 1995 — Холст
- 1996 — Музыка любви. Неоконченная любовь — Шарлотта
- 1998 — Про уродов и людей — Лиза Радлова
- 2000 — Долг
- 2001 — Сердце медведицы
- 2001 — Хитросплетения — Динара
- 2002 — Comment tu t’appelles? — Ана
- 2003 — Le Dernier des immobiles — Диана
- 2003 — Pensée assise — София
- 2003 — Знаки страсти
- 2003 — С тех пор, как уехал Отар — Ада
- 2004 — Vendues — Мирка
- 2004 — Осень — Вероника
- 2005 — Потерянные и найденные — Милана
- 2006 — Транс
- 2006 — Братство камня — Ирена
- 2006 — Крыса
- 2006 — Чтобы попасть в рай, ты должен умереть
- 2006 — Я думаю о вас / Je pense à vous
- 2008 — Виновная — молодая женщина
- 2009 — Нам бы только день простоять... — Ельза
- 2010 — Генсбур. Любовь хулигана — Ольга Генсбур
- 2012 — Любовь — плохая медсестра[2]
- 2012 — Калейдоскоп любви — Валентина
- 2013 — Маруся — Лариса
- 2015 — Три воспоминания моей юности — Ирина
- 2018 — Бюро — Чупак
- 2021 — Купе номер шесть — Ирина
- 2022 — Лили и море — Лили